# Меринг (Швабија)
Меринг (њем. Mering) град је у њемачкој савезној држави Баварска. Једно је од 24 општинска средишта округа Ајхах-Фридберг. Према процјени из 2010. у граду је живјело 13.108 становника. Посједује регионалну шифру (AGS) 9771146.

## Географски и демографски подаци
Меринг се налази у савезној држави Баварска у округу Ајхах-Фридберг. Град се налази на надморској висини од 505–560 метара. Површина општине износи 26,8 km². У самом граду је, према процјени из 2010. године, живјело 13.108 становника. Просјечна густина становништва износи 489 становника/km².

## Међународна сарадња
| Мјесто | Држава    | Врста сарадње | Од    |
| ------ | --------- | ------------- | ----- |
|        | Француска | партнерство   | 2000. |
| Извор  |           |               |       |